# أوتو دولينج
أوتو دولينج هو ضابط وسياسي أمريكي، ولد في 28 فبراير 1881 في إلينوي في الولايات المتحدة، وتوفي في 14 أبريل 1946 في Trumbull, Connecticut ‏ في الولايات المتحدة. انتخب حاكم ساموا الأمريكية ‏ (17 أبريل 1934 – 15 يناير 1936).